# Peptidilglicina monoossigenasi
La peptidilglicina monoossigenasi è un enzima appartenente alla classe delle ossidoreduttasi, che catalizza la seguente reazione:
peptidilglicina + ascorbato + O2 ⇄ peptidil(2-idrossiglicina) + deidroascorbato + H2O
L'enzima è una proteina contenente rame. Le peptidilglicine con un residuo amminoacidico neutrale nella penultima posizione sono i migliori substrati per l'enzima. Il prodotto è instabile e dismuta a gliossilato, in una reazione catalizzata dalla peptidilammidoglicolato liasi (numero EC 4.3.2.5). Coinvolto nel passo finale nella biosintesi della α-melanotropina e dei peptidi attivi biologicamente correlati.